# Apuntes de Ciencia y Tecnología
Apuntes de Ciencia y Tecnología (ISSN: 1577-6794) fue una revista digital publicada por la Asociación para el Avance de la Ciencia y Tecnología en España (AACTE). Uno de sus objetivos fue servir como boletín interno de la asociación a través de la sección Noticias de la AACTE. No obstante, su planteamiento era mucho más amplio, abordando temas de interés general para todos los colectivos implicados en Ciencia, Tecnología y Política Científica en España, a través de las secciones de Correspondencia, Opinión, Noticias de Ciencia y Tecnología, Ciencia y Sociedad y El Rincón Precario. Por último, también pretendía cumplir una función de alta divulgación a través de las secciones Crítica de libros y, sobre todo, de la sección Artículos.
La Sección de Artículos (o Artículos científicos) contenía artículos de alta divulgación, es decir, dirigidos a personas con una cierta formación científica. La intención era que dichos artículos puedan ser leídos y entendidos por otros científicos no especialistas en el tema, a la vez que realizan aportaciones valiosas para los científicos que trabajan en temas afines, tal y como figuraba en las instrucciones para los autores. Se pretendía que dichos artículos no se limitaran al personal científico, sino que pudieran llegar a toda persona interesada en los avances de la ciencia y la tecnología. Este tipo de artículos pretendía constituir un punto de partida en la difusión de la ciencia a la sociedad, y llegar a ser una valiosa fuente de información para otros medios de más difusión dentro del periodismo científico. Por otro lado, al ser artículos escritos por científicos especialistas en cada tema, podían convertirse en una referencia a la hora de contrastar informaciones sobre temas científicos que, en algunas ocasiones, llegan a la sociedad desvirtuadas. La calidad y el rigor de los artículos publicados en esta sección de Apuntes de Ciencia y Tecnología estaba garantizada por estar dichos artículos sometidos a un proceso de revisión por uno o varios especialistas (nacionales e internacionales) de la misma área de conocimiento, o un área afín, a la del autor de cada artículo, quien aconsejaba sobre su publicación y hacía sugerencias sobre posibles formas de mejorar el artículo. 
Los aspectos particulares de la revista Apuntes de Ciencia y Tecnología descritos anteriormente constituyeron una novedad dentro del panorama científico español. Uno de sus principales objetivos fue potenciar la unión entre los diversos actores participantes de la Ciencia y Tecnología en España, desde los científicos como primeros implicados, pasando por gestores y políticos, y tratando de llegar hasta la figura del divulgador y a la del periodista científico. 